# Jean Rabier
Jean Rabier (16 de março de 1927 - 15 de fevereiro de 2016) foi um diretor de fotografia francês que trabalhou frequentemente com o diretor Claude Chabrol . Ele teve quase 70 créditos em filmes abrangendo uma carreira de 1961 a 1991.
Ele morreu em 15 de fevereiro de 2016, aos 89 anos.

## Filmografia selecionada
- Madame Bovary (1991)
- Dr. M (1990)
- Jours tranquilles à Clichy ( Dias Tranquilos em Clichy ) (1990)
- Une affaire de femmes ( História de Mulheres ) (1988)
- Le Cri du hibou ( O Grito da Coruja ) (1987)
- Máscaras ( Máscaras ) (1987)
- Inspetor Lavardin (1986)
- Poulet au vinagreigre ( Frango com Vinagre ) (1985)
- Les Fantômes du Chapelier ( O Fantasma do Chapeleiro ) (1982)
- Le Cheval d'orgueil ( Os Orgulhosos / O Cavalo do Orgulho ) (1980)
- Violette Nozière ( Violette ) (1978)
- Les Liens de sang ( Parentes de Sangue ) (1978)
- Alice ou la dernière fugue ( Alice / Alice ou A Última Escapade ) (1977)
- Burguesias Folies ( The Twist ) (1976)
- Les Magiciens ( Rito da Morte ) (1976)
- Les Innocents aux mains sales ( Mãos Sujas / Inocentes com Mãos Sujas ) (1975)
- Une partie de plaisir ( Um Pedaço de Prazer / Festa de Prazer ) (1975)
- Nada ( A Gangue Nada ) (1974)
- Les Noces rouges ( Casamento de Sangue ) (1973)
- Docteur Popaul ( Scroundel de Branco / Salto Alto / Brinque Agora, Brinque Depois ) (1972)
- La Décade prodigieuse ( Ten Days Wonder ) (1971)
- Juste avant la nuit ( Pouco antes do anoitecer ) (1971)
- Suor Frio (1970)
- La Rupture ( A Ruptura / A Alucinação / A Separação ) (1970)
- Le Boucher ( O Açougueiro ) (1970)
- Que la bête meure ( Este homem deve morrer ) (1969)
- La Femme infidèle ( A esposa infiel ) (1969)
- Les Biches ( As Garotas Más /Namoradas ) (1968)
- La Route de Corinthe ( A Rota de Corinto ) (1967)
- Le Scandale ( Os Assassinatos de Champagne ) (1967)
- La Ligne de démarcation ( Linha de Demarcação ) (1966)
- Le Tigre se perfume à la dinamite ( Uma Orquídea para o Tigre / Nosso Agente Tigre ) (1965)
- Marie-Chantal contre le docteur Kha ( Marie-Chantal vs. Doutor Kha ) (1965)
- Paris vu par... ( Seis em Paris ) (segmento La Muette ) (1965)
- O Tigre Gosta de Carne Fresca (1964)
- Les parapluies de Cherbourg ( Os Guarda-chuvas de Cherbourg ) (1964)
- Les Plus Belles Escroqueries du monde ( Os vigaristas mais bonitos do mundo ) (segmento L'Homme qui vendit la tour Eiffel ) (1964)
- Ofélia (1963)
- La Baie des Anges (Baía dos Anjos) (1963)
- Landru ( Barba Azul ) (1963)
- L'Œil du Malin ( O Olho do Mal ) (1962)
- Cléo de 5 à 7 ( Cléo de 5 a 7 ) (1962)
- Les Sept Péchés capitaux ( Os Sete Pecados Capitais ) (segmento L'Avarice ) (1962)
- Les Godelureaux ( caras espertos ) (1961)
- Le Beau Serge ( Belo Serge / Amarga Reunião ) (1958) — também com Henri Decaë

## Links externos
- Jean Rabier. no IMDb.